# فيرونيكا فرانكو
فيرونيكا فرانكو (و. 1546 – 1591 م) هي شاعرة، وكاتِبة، وعارضة من جمهورية البندقية، ولدت في البندقية، توفيت في البندقية، عن عمر يناهز 45 عاماً.